# Basilique Sainte-Marie-de-l'Aumône de Catane
 (juin 2022).
Si vous disposez d'ouvrages ou d'articles de référence ou si vous connaissez des sites web de qualité traitant du thème abordé ici, merci de compléter l'article en donnant les références utiles à sa vérifiabilité et en les liant à la section « Notes et références ».

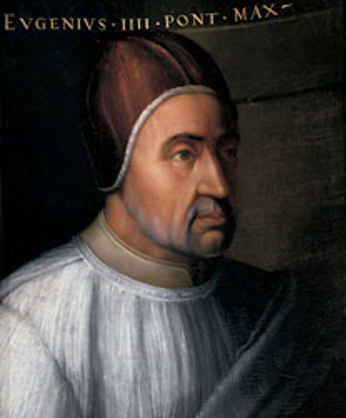
Eugène IV

La basilique Notre-Dame-de-l'Aumône, ou simplement Basilique collégiale (Basilica della Collegiata), est une église de style baroque tardif située à Catane en Italie, le long de la via Etnea, à proximité de l'université de Catane. Elle est dédiée à la Vierge dite de l'Aumône.

## Historique

### La fondation
L'église se dresse sur un ancien temple païen dédié à Proserpine. Au début de l'époque chrétiensne une petite église dédiée à la Vierge Marie a été construite sur le site qui, à l'époque byzantine, était dédié au culte de Notre-Dame de l'Aumône.
La légende raconte qu'au début, une image de la Madone située au coin d'une rue a été exposée à la vénération publique. Certains, poussés par une ferveur pitoyable, voulant situer l'image sacrée dans un endroit plus digne, y élevèrent une petite église, qui finira par occuper le premier rang du diocèse après la cathédrale.
En 1198, le temple fut le théâtre de la conspiration dite de Dimanche des Rameaux, une conspiration dirigée contre l'évêque Roger. 

### La Chapelle Royale et la dispute avec la Cathédrale
À l'époque où Catane était le siège de la cour royale, les rois de Sicile résidaient au château d'Ursino et avaient choisi l'église en question comme leur chapelle privée. En 1396 ils lui confèrent tous les privilèges, droits et honneurs de la Chapelle Palatine de Palerme; l'église prend donc le titre de " Chapelle Royale " qui demeure encore aujourd'hui, sous forme épigraphique, dans la façade de l'église. 

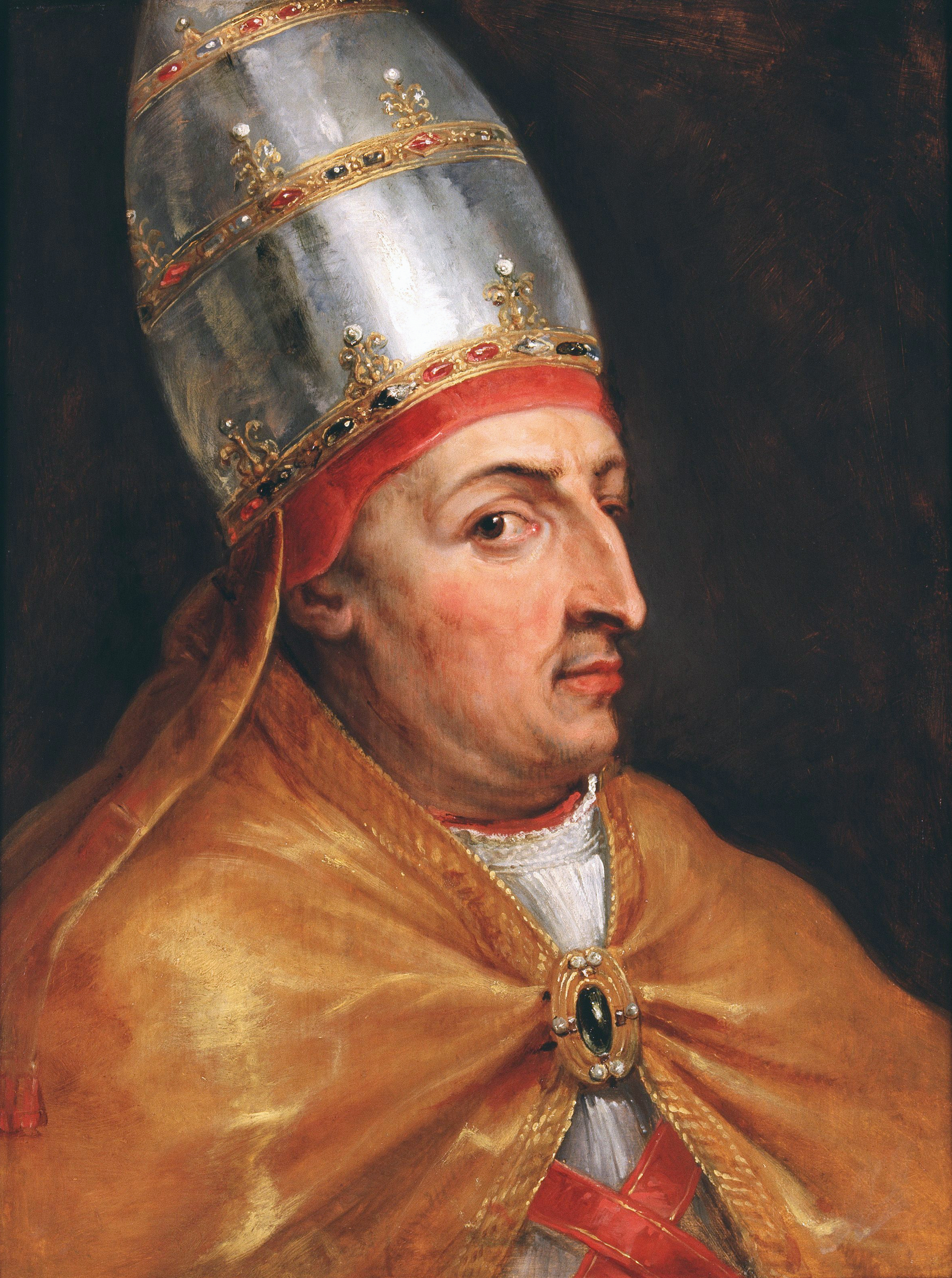
Nicolas V

Avec une bulle de 1446, Eugène IV, acceptant les sollicitations d'Alphonse I, reconnaît le rôle paroissial de l'église et la déclare Collégiale avec un chapitre composé d'un prévôt, dix-huit chanoines, quatre dignités et vingt mansionnaires. Peu après, d'autres dispositions suivent en vertu desquelles des prébendes somptueuses sont attribuées à la chapelle royale qui est également décorée au port des nombreux insignes capitulaires, avec une bulle du 13 juillet 1448 de Nicolas V.
Le Roi la fit exécuter par ses officiers, assignant les paroisses respectives et les prébendes relatifs aux chanoines de la Collégiale, mais en les enlevant de la Cathédrale ; cela marquera la première rupture entre les chapitres. La province de la Collégiale était en fait vaste, comprenant de nombreuses églises de Misterbianco, Mascalucia, Valverde, Tremestieri, Mompilieri et Acicatena.
En fait dans le même temps, de la part de la cathédrale, les soupçons, le mécontentement et les ressentiments augmentent. Et tandis que dans le palais épiscopal, on se demande, non sans irritation, si le moment est venu pour le démembrement du diocèse de Catane, et si l'évêque doit maintenant se considérer comme propriétaire d'une partie seulement du diocèse, un rescrit royal arrive. Clair et sans équivoque, il confirme les craintes de l'évêque : « L'église de Notre-Dame de l'Aumône et la province qui en fait partie forment un quasi-diocèse réservé à la couronne royale […] pour que cet évêque ne soit pas pris en compte, en effet il doit être immédiatement exclu ».
Il y en avait assez pour précipiter les événements. En fait, les hostilités entre les deux églises ont éclaté ouvertement peu de temps après et se sont prolongées avec une détermination obstinée dans les siècles suivants.

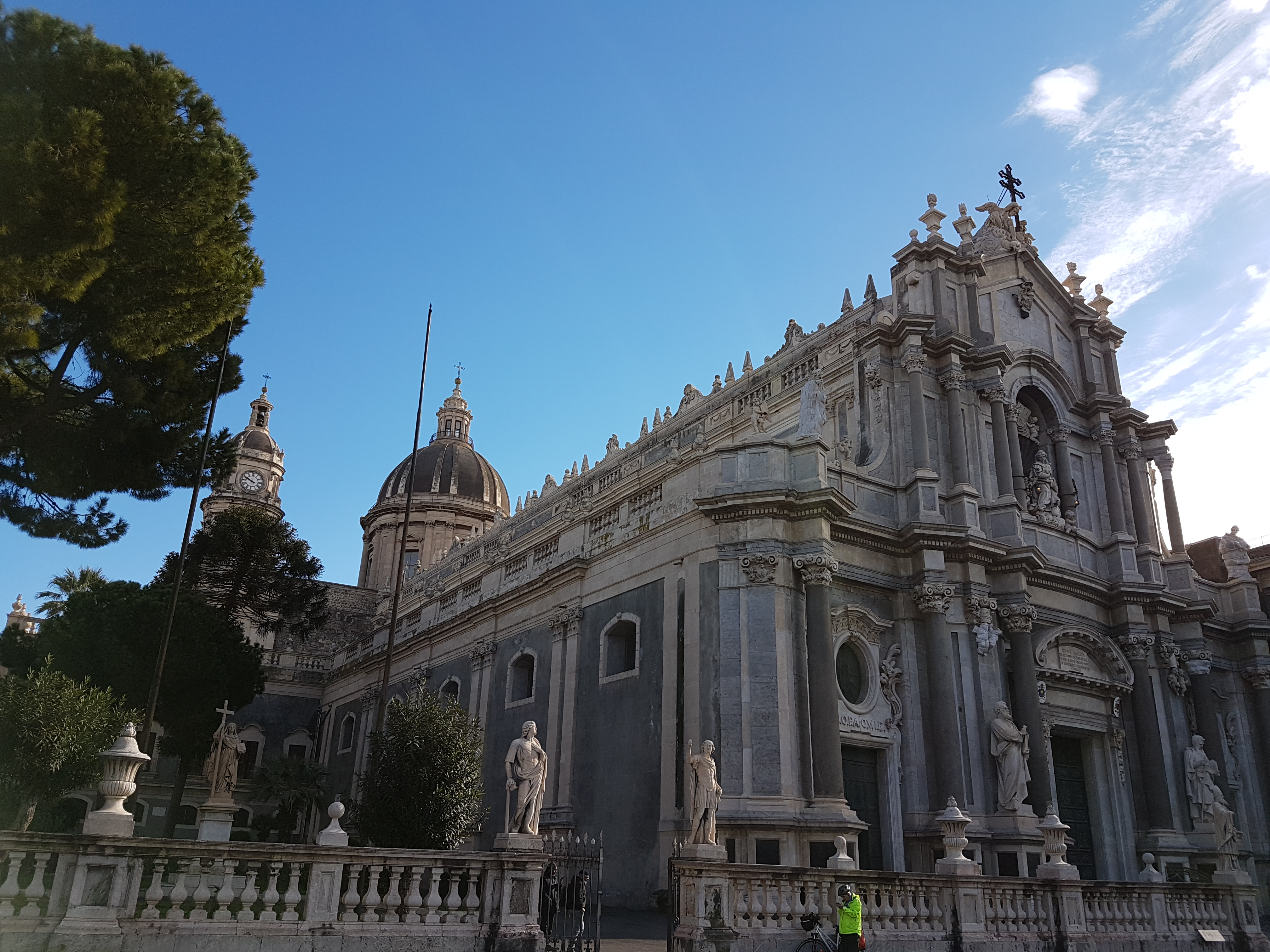
Liste des évêques et archevêques de Catane

Les premières escarmouches eurent lieu en 1514 sur le terrain du protocole : il était d'usage, à cette époque, que l'évêque nouvellement nommé, lors de la prise de possession canonique, se soit accompagné de deux chanoines, l'un de la Collégiale, l'autre de la Cathédrale, qui, à son tour, tenait le bâton pastoral. « Lorsque l'évêque Gaspare Pau, successeur de Mgr Ramirez, doit faire sa première entrée à Catane à partir du monastère de Notre-Dame de di Nuovaluce, ceux de la cathédrale ont prétendu que l'évêque ne permettrait pas cet honneur aux chanoines de la Collégiale, en le réservant qu'à eux ». Une polémique a éclaté qui a conduit l'évêque à exclure les deux prétendants de la cérémonie, au grand dam des nombreux fidèles présents.
En 1669, Mgr Bonadies interdit aux chanoines de la Collégiale l'usage de certains insignes canoniques qu'ils avaient jusqu'alors arborés sous la concession d'Eugène IV. Les chanoines, après avoir dénoncé l'affaire devant le Tribunal apostolique, ont perdu contre l'évêque. De plus, quelque temps plus tard, le Chapitre de la Collégiale a vu tomber dessus un rescrit papal de Rome en vertu duquel le nombre de chanoines a été réduit à 12.

### La difficile reconstruction
Le 11 janvier 1693 arrive : la Collégiale est rasée par le violent tremblement de terre avec une grande partie de la ville. Les chanoines ont immédiatement travaillé à la reconstruction, mettant de côté la rivalité.
Avec la reconstruction de la ville planifiée par un architecte et ingénieur militaire, Carlos de Grunenbergh, et coordonnée par Giuseppe Lanza, duc de Camastra ; l'élargissement des artères principales de la ville avec un tracé rectiligne et une grille orthogonale entre elles, suggéra le renversement de l'axe de l'église, jusque-là avec une façade ouest, de sorte que le nouveau bâtiment donnait sur l'itinéraire le plus important de la ville. La route qui, de la mer à la Place du Dôme, menait à la Place du Marché, face à la collégiale, s'appelait Strada della Luminaria, aujourd'hui Via Etnea.
À partir de 1697, date du début des travaux, les chanoines de la Collégiale butent sur les premiers accrocs: avec les architectes en raison de divergences de vues sur les dessins, avec les maîtres maçons sur l'avancement des travaux, avec les ouvriers pour des questions d'indemnisation, même avec les voleurs qui leur ont volé les matériaux de construction déposés. Enfin, avec les voisins qui ont contesté leur superficie et leurs espaces de vie. 
Le plus irréductible de ceux-ci était Don Michelangelo Paternò Castello, baron de Sigona qui, croyant avoir été violé dans le droit de propriété, s'est opposé à la construction du clocher, car, il a soutenu le baron, « Le son des cloches perturbe le calme domestique ». L'autre partie a répondu que l'église se trouvait dans la même zone qu'avant, n'ayant changé que l'orientation de la façade, ayant changé le tracé de la route principale sur laquelle l'église fait face. Le clocher, en particulier, aurait été soulevé au même point qu'avant, et les cloches, qui sont sorties indemnes du tremblement de terre, sont et seront les mêmes qui ont fait entendre leur péage dans le passé.
Le litige, malgré le différent avis des chanoines, sera officialisé devant le Tribunal du Royal Patrimoine ; une sentence s'ensuivra qui déclara le plaignant infructueux. Mais le baron, persistant, a fait appel au Real Gran Corte Civile, et là aussi il a trébuché dans le deuxième revers. Mais Don Michelangelo, qui n'a jamais abandonné, a fait appel de la condamnation au Saint-Siège et, grâce au soutien de quelques amis influents de Rome, il obtint dans un premier temps la suspension de l'ensemble des travaux (pas seulement ceux relatifs à la construction du clocher), atteignant enfin l'ordre de démolition du chantier entier. Seule la mort du belligérant voisin, survenue en 1769, aurait ramené la crise.
Après la clôture de la querelle avec les voisins, un grand architecte, Stefano Ittar, a pris les rênes du chantier : il a rapidement reconstruit la façade, donnant au clocher son emplacement définitif. L'autel principal a été consacré le 29 mai 1794 par l'évêque Corrado Maria Deodato Moncada.

### Le scandale de 1801
Déjà en 1747 l'offensive de La très ancienne Cathédrale contre les nouvelles prétentions de la moderne collégiale (Giacomo de Antoniis, Naples, 1750) explosa plus fort que jamais. Suit une immédiate réponse du Très Révérend Chapitre de l'Ancienne Royale et Insigne Collégiale contre le chapitre de la Cathédrale (S. Pellegrino). C'est une lutte soutenue par des écrits, dont les titres, seuls, trahissent la haine qui les brûle et laissent facilement deviner leur contenu dur : considérons l'adjectif « très ancienne » par opposition à « moderne » dans le titre ci-dessus, auquel un éventail des adjectifs opposés de la partie adverse correspondent. 
L'objet de la polémique est l'utilisation de certains vêtements liturgiques et non liturgiques, dont la mosette et la rochet. Les chanoines de la Cathédrale ont commencé à défier ceux de la Collégiale pour le droit de porter lesdits insignes, et la controverse a traîné pendant plus d'un demi-siècle, dégénérant souvent en amères querelles. À l'aube du XIXe siècle, un fait extrêmement grave s'ajoute aux précédents, exaspérant les esprits et créant un scandale dans l'opinion publique.
Pour Pâques 1801, invité par Mgr Moncada, le révérend chanoine de la Collégiale Antonino Mancini se rend à la cathédrale pour un office liturgique. Et, bien sûr, il porte ses propres insignes canoniques. Aux yeux méfiants des hôtes, ces signes sonnent comme une provocation flagrante. Et oubliant que Mancini avait été invité par l'évêque, les chanoines de la cathédrale décident d'agir: dès qu'il gravit les premières marches de la chaire, le malheureux chanoine est saisi par les épaules et expulsé, avec l'aide d'un gendarme spécialement appelé.
Comme prévu, la chose a eu une suite. L'offensé a fait appel au Roi : Ferdinand III est intervenu dans l'affaire avec une dépêche pour l'évêque, en vertu de laquelle il a reçu l'ordre de « mortifier » les chanoines de la Cathédrale responsables de l'incident. Dans le même temps, le Roi « ordonne que le gendarme qui a fait l'intime soit détenu en prison pendant quatre ou six jours", confirmant aux chanoines de la Collégiale le privilège de pouvoir faire usage de l'insigne ubique locorum, comme accordé à eux par la bulle papale de Benoît XIV.

### Âge contemporain
Avec les temps changeants, le déclin de la combative Collégiale s'annonce imminent et inexorable. En 1870, elle se retrouvera devant l'Agence du Domain du nouvel État qui la conduira devant le tribunal civil pour la priver du peu qu'il lui reste; dans ce cas, un actif de « 596 lires par an et quatre champs d'orge ».
Exclue de tout prébendes, alourdie de dettes, peut-être même humiliée, l'ancienne Chapelle des Souverains de Sicile devra livrer la dernière bataille: celle de sa survie. 
En 1886, pour la première fois en cinq siècles, un évêque généreux, un saint évêque, Giuseppe Benedetto Dusmet, lui offrira un coup de main et l'aidera à gagner cette bataille. Dusmet obtint du Pape Léon XIII un «acquittement de toutes les erreurs et omissions» commises par la Collégiale jusqu'en 1886 ainsi qu'une certaine aide financière qui lui permit de survivre.
En février 1946, le Pape Pie XII éleva l'église au rang de basilique mineure. 

## Architecture
Le projet est attribué à Angelo Italia, qui a dirigé la construction du nouveau bâtiment. La façade, conçue par l'architecte polonais Stefano Ittar, est un exemple magistral du style baroque tardif.